# Chavarriella fallax
Chavarriella fallax är en fjärilsart som beskrevs av W. Warren 1907. Chavarriella fallax ingår i släktet Chavarriella och familjen mätare. Inga underarter finns listade i Catalogue of Life.